# 東坪
東坪（ひがしつぼ）は、鳥取県西伯郡大山町の地名。郵便番号は689-3204。

## 歴史
東坪村は江戸期から1889年の村名、伯耆国汗入郡、鳥取藩領。1889年に光徳村の大字となる。1954年から名和町の大字。

## 経済

### 産業
農業
農産物は米、20世紀梨、スイカ、ブロッコリー。畜産としてブロイラー。
商工業
『鳥取県事業所名鑑 昭和36年版（統計資料 第45号）』によると、商工業者は飲食料品小売業の高見、日野、その他の小売業の中野、医療保健業の臼田などがいた。企業は卸売業の有限会社小谷木材店、店舗は飲食料品小売業の酒井商店、寺井菓子店、その他の小売業の金田煙草店などが存在した。

### 地価
1912年に刊行された『山陰実業名鑑』によると、地価所有高300円以上の者は木下、高見、小谷、日野、塗野、松岡、大塚、松本、中野、大島、福本、中村、河本、酒井、米本、小路、山本、和久本、瀬野尾、臼田、船原などがいた。

## 地域

### 施設
- 眞子神社
- 龍光寺（曹洞宗）
- 光徳小学校[2]
- ひかり館（旧光徳保育所）

## 出身人物
- 木下昇（農業、名和町長）[4]
- 竹口大紀[5]（大山町長）